# WWE Women's Tag Team Championship
Il WWE Women's Tag Team Championship è un titolo di wrestling per la categoria di coppia femminile di proprietà della WWE che può essere difeso in tutti i roster. Dal 2 agosto 2025 il titolo è detenuto da Charlotte Flair e Alexa Bliss.
Non va confuso con il WWF Women's Tag Team Championship, attivo dal 1983 al 1989.

## Storia

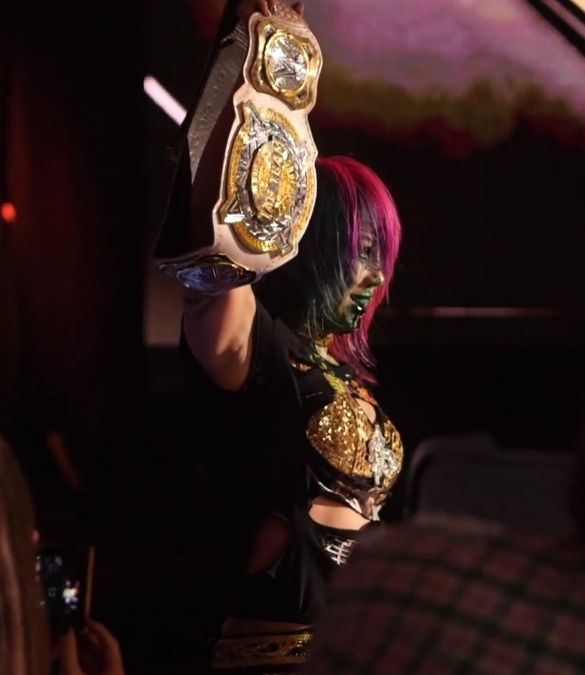
Asuka con il titolo

Nel 2012, il sito WWE.com pubblicò un articolo circa la possibile reintroduzione di titoli di coppia femminili, già avvenuta nella World Wrestling Federation dal 1983 al 1989 con il WWF Women's Tag Team Championship. Per questo motivo, nel 2014, le Bella Twins espressero la volontà di creare il primo Divas Tag Team Championship (fino al 2016 le atlete donna erano chiamate "Divas"). Tale idea, però, non vide mai la luce nonostante numerose voci di corridoio circa la creazione di tali titoli femminili, sino alla puntata di Raw del 24 dicembre 2018 dove Vince McMahon annunciò l'introduzione del Women's Tag Team Championship nel 2019. In questo caso, però, il titolo non condivide la storia del WWF Women's Tag Team Championship ma viene considerato una versione a sé stante.
Nella puntata di Raw del 14 gennaio 2019, durante il segmento A Moment of Bliss, Alexa Bliss introdusse le cinture di coppia femminili, annunciando che esse sarebbero state assegnate il 17 febbraio a Elimination Chamber nell'omonimo match, dove a contendersi le cinture ci sarebbero stati tre team di Raw e tre di SmackDown, facendo intendere che i titoli sarebbero stati difesi in tutti i roster (incluso inizialmente anche NXT prima della creazione dell'NXT Women's Tag Team Championship dal 2021 al 2023). Ad Elimination Chamber, la Boss 'n' Hug Connection sconfisse Carmella e Naomi le IIconics, Mandy Rose e Sonya Deville, Nia Jax e Tamina e Liv Morgan e Sarah Logan in un Elimination Chamber match, diventando le campionesse inaugurali. I titoli vennero difesi per la prima volta il 10 marzo, a Fastlane, quando la Boss 'n' Hug Connection sconfisse Nia Jax e Tamina. I titoli vennero difesi per la prima volta nel roster di NXT nella puntata del 17 giugno 2020 quando le campionesse Bayley e Sasha Banks mantennero le cinture contro Shotzi Blackheart e Tegan Nox.
Nella puntata di SmackDown del 23 giugno 2023 le campionesse Ronda Rousey e Shayna Baszler sconfissero Alba Fyre e Isla Dawn, detentrici dell'NXT Women's Tag Team Championship, unificando i titoli, ritirando le cinture di coppia femminili di NXT.

### Cintura
La cintura è di cuoio bianco e ha una placca rotonda color argento e oro al centro, con all'interno una stella a quattro punte argentea e due placche laterali trapezoidali argentee da ambedue i lati, con all'interno un'altra placca circolare personalizzabile (per entrambe le lottatrici); sulla placca centrale, vi è il logo della WWE in alto e la scritta "Women's Tag Team Champions".

## Albo d'oro
Statistiche aggiornate al 16 agosto 2025.
| #  | Team                                      | Data              | Giorni         | Località                    | Evento                        | Note | Fonti         |
| -- | ----------------------------------------- | ----------------- | -------------- | --------------------------- | ----------------------------- | --- | ------------- |
| 1  | Bayley e Sasha Banks                      | 17 febbraio 2019  | 49             | Houston, Texas              | Elimination Chamber           | Bayley e Sasha Banks vinsero l'Elimination Chamber match per l'assegnazione dei titoli che comprendeva anche Carmella e Naomi, le IIconics, Mandy Rose e Sonya Deville, Nia Jax e Tamina e la Riott Squad (Liv Morgan e Sarah Logan). | [ 6 ]         |
| 2  | The IIconics                              | 7 aprile 2019     | 120            | East Rutherford, New Jersey | WrestleMania 35               | In un fatal 4-way tag team match che comprendeva anche Beth Phoenix e Natalya e Nia Jax e Tamina. | [ 11 ]        |
| 3  | Alexa Bliss e Nikki Cross                 | 5 agosto 2019     | 62             | Pittsburgh, Pennsylvania    | Raw                           | In un fatal 4-way tag team match che comprendeva anche le Kabuki Warriors e Mandy Rose e Sonya Deville. | [ 12 ]        |
| 4  | The Kabuki Warriors                       | 6 ottobre 2019    | 171            | Sacramento, California      | Hell in a Cell                | | [ 13 ]        |
| 5  | Alexa Bliss e Nikki Cross                 | 25 marzo 2020     | 62             | Orlando, Florida            | WrestleMania 36               | In onda il 4 aprile 2020. | [ 14 ]        |
| 6  | Bayley e Sasha Banks                      | 26 maggio 2020    | 96             | Orlando, Florida            | SmackDown                     | In onda il 5 giugno 2020. | [ 15 ]        |
| 7  | Nia Jax e Shayna Baszler                  | 30 agosto 2020    | 112            | Orlando, Florida            | Payback                       | | [ 16 ]        |
| 8  | Asuka e Charlotte Flair                   | 20 dicembre 2020  | 42             | Saint Petersburg, Florida   | TLC: Tables, Ladders & Chairs | | [ 17 ]        |
| 9  | Nia Jax e Shayna Baszler                  | 31 gennaio 2021   | 103            | Saint Petersburg, Florida   | Royal Rumble                  | | [ 18 ]        |
| 10 | Natalya e Tamina                          | 14 maggio 2021    | 129            | Tampa, Florida              | SmackDown                     | | [ 19 ]        |
| 11 | Rhea Ripley e Nikki A.S.H.                | 20 settembre 2021 | 63             | Raleigh, Carolina del Nord  | Raw                           | | [ 20 ]        |
| 12 | Queen Zelina e Carmella                   | 22 novembre 2021  | 132            | Brooklyn, New York          | Raw                           | | [ 21 ]        |
| 13 | Sasha Banks e Naomi                       | 3 aprile 2022     | 47             | Arlington, Texas            | WrestleMania 38               | In un fatal 4-way tag team match che comprendeva anche Liv Morgan e Rhea Ripley e Natalya e Shayna Baszler. | [ 22 ]        |
| —  | Vacante                                   | —                 | 20 maggio 2022 | —                           | —                             | I titoli vennero resi vacanti dopo che Naomi e Banks abbandonarono l'arena non apparendo nella puntata di Raw del 16 maggio 2022. | [ 23 ]        |
| 14 | Raquel Rodriguez e Aliyah                 | 29 agosto 2022    | 14             | Pittsburgh, Pennsylvania    | Raw                           | Aliyah e Rodriguez sconfissero Dakota Kai e Iyo Sky nella finale del torneo per la riassegnazione dei titoli. | [ 24 ]        |
| 15 | Dakota Kai e Iyo Sky                      | 12 settembre 2022 | 49             | Portland, Oregon            | Raw                           | | [ 25 ]        |
| 16 | Alexa Bliss e Asuka                       | 31 ottobre 2022   | 5              | Dallas, Texas               | Raw                           | | [ 26 ]        |
| 17 | Dakota Kai e Iyo Sky                      | 5 novembre 2022   | 114            | Riad                        | Crown Jewel                   | | [ 27 ]        |
| 18 | Becky Lynch e Lita                        | 27 febbraio 2023  | 42             | Grand Rapids, Michigan      | Raw                           | | [ 28 ]        |
| 19 | Raquel Rodriguez e Liv Morgan             | 10 aprile 2023    | 39             | Seattle, Washington         | Raw                           | Trish Stratus sostituì l'infortunata Lita (kayfabe). | [ 29 ]        |
| —  | Vacante                                   | —                 | 19 maggio 2023 | —                           | —                             | I titoli vennero resi vacanti a causa di un infortunio di Liv Morgan. | [ 30 ]        |
| 20 | Ronda Rousey e Shayna Baszler             | 29 maggio 2023    | 33             | Albany, New York            | Raw                           | Rousey e Baszler sconfissero Chelsea Green e Sonya Deville, Bayley e Iyo Sky e Raquel Rodriguez e Shotzi in un fatal 4-way tag team match per la riassegnazione dei titoli.                                                           | [ 31 ]        |
| 21 | Raquel Rodriguez e Liv Morgan             | 1º luglio 2023    | 16             | Londra                      | Money in the Bank             | | [ 32 ]        |
| 22 | Chelsea Green e Sonya Deville/Piper Niven | 17 luglio 2023    | 154            | Atlanta, Georgia            | Raw                           | In seguito ad un infortunio subito da Deville, nella puntata di Raw del 14 agosto 2023 Niven prese il suo posto. | [ 33 ] [ 34 ] |
| 23 | Kayden Carter e Katana Chance             | 18 dicembre 2023  | 39             | Des Moines, Iowa            | Raw                           | | [ 35 ]        |
| 24 | The Kabuki Warriors                       | 26 gennaio 2024   | 99             | Miami, Florida              | SmackDown                     | | [ 36 ]        |
| 25 | Jade Cargill e Bianca Belair              | 4 maggio 2024     | 42             | Décines-Charpieu            | Backlash France               | | [ 37 ]        |
| 26 | Alba Fyre e Isla Dawn                     | 15 giugno 2024    | 77             | Glasgow                     | Clash at the Castle: Scotland | In in triple threat tag team match che comprendeva anche Shayna Baszler e Zoey Stark. | [ 38 ]        |
| 27 | Jade Cargill/Naomi e Bianca Belair        | 31 agosto 2024    | 177            | Berlino                     | Bash in Berlin                | Il 13 dicembre 2024 Naomi sostituì l'infortunata Jade Cargill e nella puntata di SmackDown del 20 dicembre 2024, Naomi venne ufficialmente riconosciuta come campionessa.                                                             | [ 39 ]        |
| 28 | Raquel Rodriguez e Liv Morgan             | 24 febbraio 2025  | 55             | Cincinnati, Ohio            | Raw                           | | [ 40 ]        |
| 29 | Becky Lynch e Lyra Valkyria               | 20 Aprile 2025    | 1              | Las Vegas, Nevada           | WrestleMania 41               | | [ 41 ]        |
| 30 | Raquel Rodriguez e Liv Morgan             | 21 aprile 2025    | 117            | Las Vegas, Nevada           | Raw                           | | [ 42 ]        |
| 31 | Raquel Rodriguez e Roxanne Perez          | 30 giugno 2025    | 33             | Pittsburgh, Pensylvania     | Raw                           | In seguito ad un infortunio di Liv Morgan, viene sostituita da Roxanne Perez nella puntata di Raw del 30 giugno 2025. La WWE riconosce questo come un regno separato come Judgment Day.                                               | [ 43 ]        |
| 32 | Charlotte Flair e Alexa Bliss             | 2 agosto 2025     | 14             | East Rutherford, New Jersey | Summerslam                    | | [ 44 ]        |